# ستون چینه‌شناسی

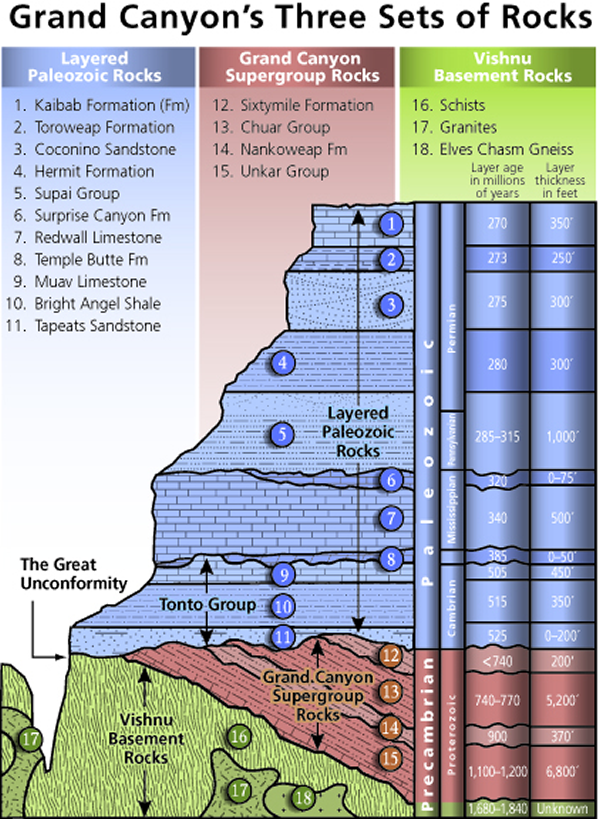
ستون چینه‌شناسی گرند کنیون، آریزونا، ایالات متحده آمریکا.

ستون چینه‌شناسی (انگلیسی: Stratigraphic column) نوعی نمودار است که در زمین‌شناسی و چینه‌شناسی به منظور تشریح موقعیت عمودی واحدهای سنگی در یک منطقه مشخص مورد استفاده قرار می‌گیرد.
یک ستون چینه‌شناسی معمولاً توالی سنگ‌های رسوبی را نشان می‌دهد، به گونه‌ای که قدیمی‌ترین سنگ‌ها در پایین و جوان‌ترین سنگ‌ها در بالای ستون نشان داده می‌شوند.
در مناطقی که از نظر زمین‌شناسی پیچیدگی بیشتری دارند، مانند مناطق دارای توده‌های نفوذی، گسل‌ها و سنگ‌های دگرگونی، ستون چینه‌شناسی می‌تواند موقعیت نسبی این واحدها را نسبت به یکدیگر مشخص سازد.